# Carpotroche integrifolia
Carpotroche integrifolia är en tvåhjärtbladig växtart som beskrevs av Kuhlmann. Carpotroche integrifolia ingår i släktet Carpotroche och familjen Achariaceae. Inga underarter finns listade i Catalogue of Life.